# Štanjel

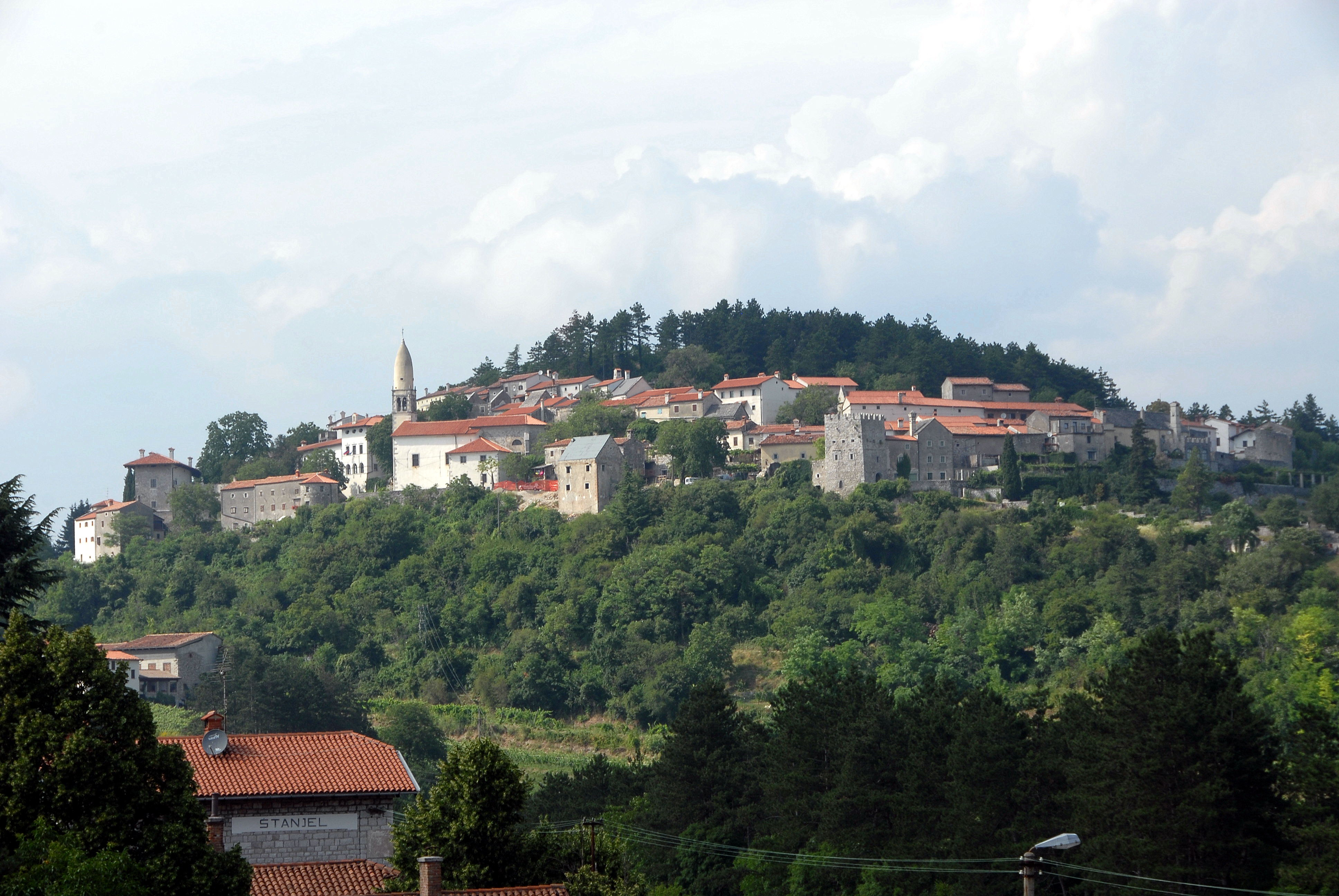
Utsikt mot Štanjel.

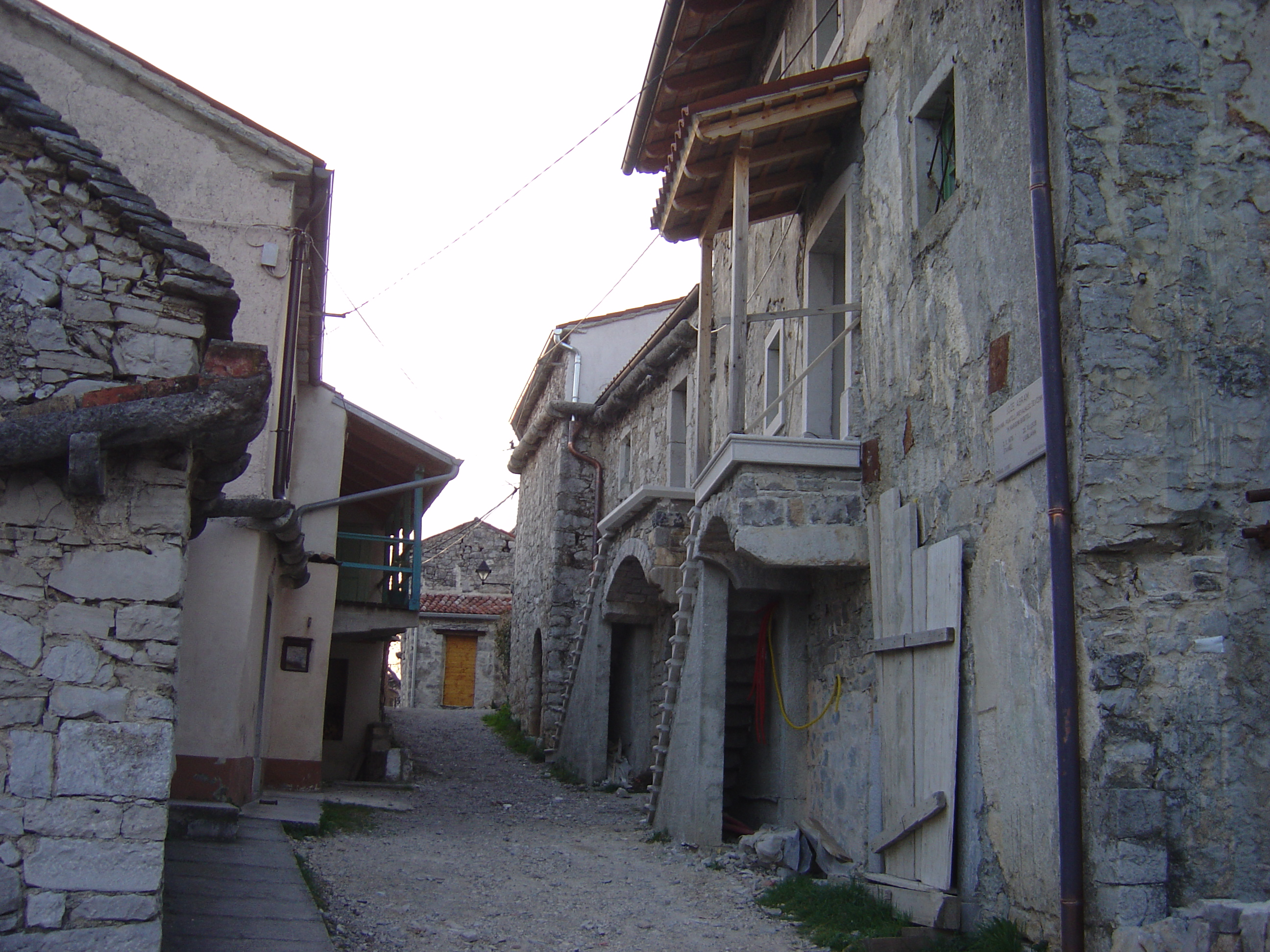
Gata i Štanjel år 2008.

Štanjel (tyska: St. Daniel im Karst) är ett samhälle i kommunen Komen i västra  Slovenien. Stadsmuren, som byggdes till skydd mot turkarna, kan dateras till 1400-talet. Štanjel har 361 invånare (2019).
Samhällets största sevärdhet är Ferrariträdgården som skapades av arkitekten Max Fabiani mellan åren 1925-1935 i anslutning till Villa Ferrari, tidigare bostad för läkaren, och borgmästaren, Enrico Ferrari med familj. Parken är kulturskyddad. 